# Tuin (Macedonia Północna)
Tuin (maced. Туин, alb. Tuhini) – wieś w Macedonii Północnej, administracyjnie należy do gminy Osłomej.
Skład etniczny (2002):
- Albańczycy – 1 465
- Macedończycy – 8
- pozostali – 3